# Neorhizobium galegae
Espèce
Neorhizobium galegae est une espèce de protéobactéries gram-négatives de la famille des Rhizobiaceae.
Cette bactérie forme une association endosymbiotique capable de fixer l'azote de l'air dans les racines des plantes du genre Galega (Fabaceae). 

## Synonyme
- Rhizobium galegae Lindström 1989 (basionyme)